# 백승욱
백승욱은 대한민국의 사회학자이다. 1966년 서울에서 태어나 서울대학교에서 사회학 학위를 받은 후, 중앙대학교에서 교수로 재직하고, 사회진보연대 운영위원으로 활동한다. 그의 《자본주의 역사 강의》 (2006)는 이론적 자원으로 카를 마르크스,  페르낭 브로델,  칼 폴라니, 이매뉴얼 월러스틴, 조반니 아리기 등을 활용하여 세계체계분석을 재정리하고 있다. 그에 의하면, 사회주의의 역사적 경험은 반복되는 혁명적 주체의 형성 대 구조의 변혁 사이의 정치적 아포리아를 담고 있는데, 러시아 혁명과 중국 혁명에서 모순이 보이며, 특히 문화대혁명에서 그 모순은 폭발하였고, 문제의 핵심에 당이라는 형태와 ‘민주’라는 쟁점이 있다.